# 島津重豪
島津重豪（日语：／ Shimazu Shigehide，1745年11月29日—1833年3月6日）島津氏第25代當主、江戶時代薩摩藩第八代藩主。島津重年之子，島津都美所生。幼名善次郎，以酷愛研究蘭學而出名。
生於1745年11月，幼名善次郎。生母都美因產褥異常而死去，年僅十九歲。1749年，因薩摩藩藩主之位空缺，生父自加治木分家島津久門繼任藩主，改名重年；善次郎則繼承其父的支系加治木家當主之位。1753年，元服，取名島津久方。翌年受指定為藩主繼承人，改名忠洪。
1755年，父親島津重年逝世，善次郎成為藩主，實權由祖父繼豐掌握。空缺的加治木家當主之位則由從兄弟島津久徵繼承。1758年6月，接受將軍德川家重的偏諱，改名重豪，敘從四位下左近衛權少將兼薩摩守。1760年，祖父島津繼豐死後，開始掌管藩政，但實權由外祖父島津貴儔掌握。三年後重豪親政，實施藩政改革。
島津重豪對教育十分重視，而且對西洋傳來的蘭學有濃厚的興趣。在擔任藩主期間，曾在薩摩藩設立藩校、造士館、演武館、明時館（天文館）和醫學館。他酷愛研究蘭學，精通荷蘭語和漢語，被西博爾德稱為「蘭癖大名」的代表，使曆法學、天文學和醫學集結為漢語研究的《南山俗語考》、農業研究的《成形圖說》、歷史著作《島津國史》、草藥研究《質問本草》，以及生物學的《鳥名便覽》等書。嫡孫島津齊彬的開明思維也是受到了他的啟迪，因此為一些人稱作明君。
1787年，島津重豪將家督之位讓與長子島津齊宣，自己則隱居，遷任上總守。事實上，重豪依舊掌握著薩摩藩的實權。然而，薩摩藩在重豪執掌藩政期間，開銷已經非常巨大，面臨著鉅額的財政赤字。重豪向其他大名借貸卻遭拒，只得向市井中放高利貸者借貸，為許多家臣所不齒，認為他是愚君。重豪因此是一位頗具爭議的藩主。
1809年，發生了近思錄崩事件。起因是當主島津齊宣接受了近思錄派樺山久言、秩父季保等人的建議，實行財政緊縮的政策。這與喜歡華麗生活的重豪發生了衝突，於是重豪罷免了樺山、秩父這些人的職務，要求他們切腹、迫使齊宣隱居，並且指定島津齊興繼任藩主。然而重豪不久亦須改革藩務，重用下級武士調所廣鄉，在重豪逝世15年後，調所於齊興的支持下償清了債務。

## 官職位階履歷
※日期遵循舊曆。
- 寶曆三年（1753年）十二月十五：元服，取名兵庫久方。
- 寶曆四年（1754年）七月：改名善次郎久方。
- 寶曆四年（1754年）八月初四：被認定為薩摩藩藩主的繼承人，改名又三郎忠洪。
- 寶曆五年（1755年）七月廿七：繼任薩摩藩藩主。
- 寶曆八年（1758年）六月十三：接受德川家重偏諱，改名重豪，敘從四位下左近衛權少將兼薩摩守。
- 明和元年（1764年）十一月十三：昇敘從四位上，轉任左近衛權中將。
- 天明七年（1787年）正月廿九：讓家督之位給長子齊宣並隱居。
- 天明七年（1787年）正月三十：遷任上總介。
- 天保二年（1831年）正月十九：昇敘從三位。